# Gibasis pellucida
Gibasis pellucida är en himmelsblomsväxtart som först beskrevs av Martin Martens och Henri Guillaume Galeotti, och fick sitt nu gällande namn av David Richard Hunt. Gibasis pellucida ingår i släktet Gibasis och familjen himmelsblomsväxter. Inga underarter finns listade.